# アンノウン・マザーグース
「アンノウン・マザーグース」は、wowaka（ヒトリエ）によるボーカロイド楽曲である。2017年8月22日にYouTubeおよびニコニコ動画にてミュージックビデオが公開された。
2017年8月30日に発売された初音ミク10周年を記念したコンピレーションアルバム『HATSUNE MIKU 10th Anniversary Album「Re:Start」』に収録されている。
本楽曲は、wowakaによるボカロ曲としては約6年ぶりに投稿され、wowakaの代表曲の1つである。セルフカバー版もリリースされており、ヒトリエの代表曲にもなっている。

## リリース
wowakaは2009年5月からボカロPとして活動していたが、2011年5月にリリースしたアルバム『アンハッピーリフレイン』以降、ボカロから手を引いていた。これは、ボカロ曲の発表はやりつくしたと感じるとともに、ボカロシーンで「wowakaみたいな曲を書けばいいんだろ？」や「BPMが速ければいいんだろ？」などといった風潮を感じ、そのような中で自分を守るためであった。その後はバンド「ヒトリエ」を主宰し、そのボーカル・ギターとしての活動を中心としていた。しかし、コンピレーションアルバムが企画された際、ヒトリエを初めてから5年が経ち、バンドシーンの中でもいろいろなものを見てきた経験を活かし、「ボカロシーンとバンドシーンの両方にちゃんと足を踏み込んだ最初の人間」として、できることがあるのではないかと考え、本楽曲が制作された。wowakaは、これまでの活動を踏まえ「今、初音ミクを使って何ができるか？」という気持ちで作った曲であることを語っている。
2017年8月22日、YouTubeおよびニコニコ動画上でミュージックビデオが公開された。また、ミュージックビデオ公開と同日にはコンピレーションアルバム『HATSUNE MIKU 10th Anniversary Album「Re:Start」』の発売を記念して音楽ナタリーにてDECO*27との対談が掲載された。このコンピレーションアルバムの企画について、DECO*27はwowakaが参加するなら自分も参加する、という旨を伝えたことを語っている。コンピレーションアルバム『HATSUNE MIKU 10th Anniversary Album「Re:Start」』は同年8月30日にリリースされた。

## 楽曲
コンピレーションアルバム全体のテーマは「感謝」であったが、本楽曲は「愛」をテーマにして制作された。wowakaは対談にて、愛をテーマに曲を作ったことはこれが人生で初めてであると語っている。またwowakaは初音ミクと自身を重ね、「今言えることを全部言ってしまおう」という気持ちで自分の言葉を乗せて書いたと語っている。
この曲はヒトリエのバンド編成でレコーディングされた。バックボーカルとして、ほぼ全編にわたってwowaka自身の声が初音ミクに重ねられている。
初音ミクの無機質でクリアな歌声、ループして聴きたくなるようなメロディー、速いビートに特徴づけられる「ボカロっぽい」曲であると評される。サウンドはロックで、非常に高速である。歌詞は密度が高く、「言葉が洪水のように押し寄せる」とも表現される。「誰も知らぬ物語 思うばかり／壊れそうなくらいに 抱き締めて泣き踊った」の部分では、BPM220での三連符が現れる。これは音楽ジャーナリストの柴那典に、「おそらく誰もやったことのないだろうボーカリゼーション」として評価されている。
多くの楽曲とは異なり、サビは落ち着いた調子となる。

## セルフカバー
2017年9月11日には、東京都渋谷区の恵比寿LIQUIDROOMで開催されたパスピエとのツーマンイベント「nexUs」にて、セルフカバーを行い、ヒトリエとして初披露した。
同年10月22日には、ヒトリエによるセルフカバーバージョンを配信した。本カバーでは、オリジナルとは逆にバックボーカルとして初音ミクが使用されている。シングルのジャケットは極彩色が印象的なアートワークとなっている。
その後、同年12月6日にリリースされたヒトリエのミニアルバム『ai/SOlate』にも収録された。ジャケットはシングルとリンクするものとなっており、アートディレクターは永戸鉄也が担当している。
2018年3月25日には、東京都港区のEX THEATER ROPPONGIでヒトリエの全国ツアー「ヒトリエ UNKNOWN-TOUR 2018 "Loveless"」が開催され、本楽曲が演奏された。会場では、サビでwowakaの声に合わせてシンガロングが行われた。この際の映像は、本楽曲のミュージックビデオが投稿されたちょうど1年後の2018年8月22日に公開された。また、ライブ音源「アンノウン・マザーグース 2018.3.25 LIVE at EX THEATER ROPPONGI」は各配信サイトおよびサブスクリプションサービスにて配信された。
東京に引き続き、各地で全国ツアーが開催される予定であったが、同年4月5日にwowakaが31歳にして急性心不全で亡くなったことから中止となった。

## 反響と評価

### チャート
ニコニコ動画に投稿されたオリジナル楽曲のミュージックビデオは、投稿から5時間27分で10万再生を突破し、「VOCALOID殿堂入り」を果たした。翌日には20万再生を突破した。公開から1週間で50万再生を突破した。2017年9月22日には、YouTubeで100万再生を突破した。
2023年4月1日には、ニコニコ動画で1,000万再生を突破し、「VOCALOID神話入り」を果たした。神話入りはwowakaの楽曲では3曲目であり、3曲が神話入りしたボカロPは史上初である。なお、1曲目は2019年4月17日に達成した「ワールドエンド・ダンスホール」、2曲目は2023年2月4日に達成した「ローリンガール」である。
Billboard JAPANによる「ニコニコ VOCALOID SONGS TOP20」では、2025年8月20日公開のチャートまでに91回チャートインしている。

### 評価
メンバーのシノダは、「wowakaが作った魂の叫び」であると語っている。
ライターの中川志織は、一貫してwowakaの曲の特徴が浮き彫りになっている作品であると評している。中川はブランクが空いた中でのボカロ曲であるが、ミクの裏にwowakaの声が重なっており、ヒトリエの曲でもあり、ボカロPとしての曲でもあると表現している。
ライターの曽我美なつめは、「初音ミクという機械を用いて独りで音楽を作る道から、wowakaという生身の人間として他者と音楽を作る道を選んだこと」に加え、生身の人間である、遺されたヒトリエのメンバーは活動を継続する一方、「無限の存在である初音ミクは二度と彼の手によって音楽を紡ぐことはない」ことを指摘し、それぞれの持つ性質と真逆の運命を辿った現状から、「初音ミク＝無限の命」という命題へのアンチテーゼとなっていると論じている。
音楽ジャーナリストの柴那典は、促音と撥音という日本語独特の音韻を駆使して「高速で跳ねる」符割の妙にオリジナリティがあると評している。
2020年の「The VOCALOID Collection 2020 winter」に際し、音楽ナタリーによって行われたアンケート「クリエイターが選ぶボカロ曲3選」では、ピノキオピーが本楽曲を選曲している。ピノキオピーは「wowakaさんが真正面から誠実にボーカロイドに向き合って作り出した名曲」であると評し、歌詞の「残されたあなたが この場所で今でも／涙を堪えてるの 如何して、如何して」の部分について、自分のことを歌ってくれていると勝手に思っていると語っている。
本楽曲は、アニメイトタイムズが2025年3月5日から3月8日に行い、「ミクの日」を記念して2025年3月9日に公開された「初音ミク思い出＆オススメのボカロ曲アンケート」でも取り上げられた。

### wowaka 死後の動向
セルフカバー以降、ヒトリエのライブで演奏され、ファンによってシンガロングが行われている。
クリプトン・フューチャー・メディアとTOKYO MXが主催するイベント『初音ミク「マジカルミライ」』でもしばしば演奏されている。2024年4月12日から21日にわたってアメリカ合衆国カリフォルニア州のインディオで開催された音楽フェスティバル「Coachella Valley Music and Arts Festival」では、初音ミク歌唱の本楽曲が演奏された。
2024年4月26日には、ヒトリエがYouTubeチャンネル「THE FIRST TAKE」にて、本楽曲を演奏した。ギターのシノダが新たにボーカルを務めており、スペシャルアレンジで披露された。

### カバー
多くの歌手や配信者によって歌ってみたが投稿されており、2022年8月17日に超学生がリリースした配信シングルや、2022年12月23日にリリースされたHIMEHINAのカバーアルバム『ヒメヒナウタミタ壱』などに収録されている。
2024年11月30日にヒューリックホール東京にて開催された須田景凪による自主企画ライブ「須田景凪 presents“MINGLE”」にヒトリエが参加し、ヒトリエによるセルフカバーだけでなく、須田景凪によるカバーが披露された。

### ゲームへの収録
2018年3月8日には、株式会社セガの開発するリズムゲーム『チュウニズム』シリーズでは「CHUNITHM STAR PLUS」のローンチに合わせ、本楽曲が収録された。
2020年11月24日には、同じくセガの開発するリズムゲーム『プロジェクトセカイ カラフルステージ! feat. 初音ミク』にバーチャル・シンガーver.が収録された。